# یحیی بن اسد
یحیی بن اسد سامانی (؟ – ۲۴۱ ه‍. ق) یکی از چهار پسر اسد سامانی بود. او و برادرانش به خاطر خدمتی که به خاندان عباسی علی‌الخصوص مأمون کردند سزاوار تحسین‌اند. او و برادرانش به خاطر حمایت از مأمون در دفع شورش رافع بن لیث از طرف شخص مأمون پاداش حکومت در شهرهای مختلف را گرفتند و شهری که حکومت در آن به یحیی رسید چاچ (شاش) بود. یحیی در دوران حکومت و فرمانروایی خود زیاد جنب و جوش نداشت و تا آخرین دوران زندگانیش در قلمرو خود به‌غایت جلد و ضابط بود. او در سال ۲۴۱ هجری درگذشت و قلمرو فرمانروایی او به برادرش احمد بن اسد سامانی که مردی پارسا و کاربلد بود رسید.در زمان آن شهر کرج به پایتختی انتخاب شد.